# Collotheca bulbosa
Collotheca bulbosa är en hjuldjursart som beskrevs av Berzinš 1951. Collotheca bulbosa ingår i släktet Collotheca och familjen Collothecidae. Inga underarter finns listade i Catalogue of Life.